# Komplexlager 12

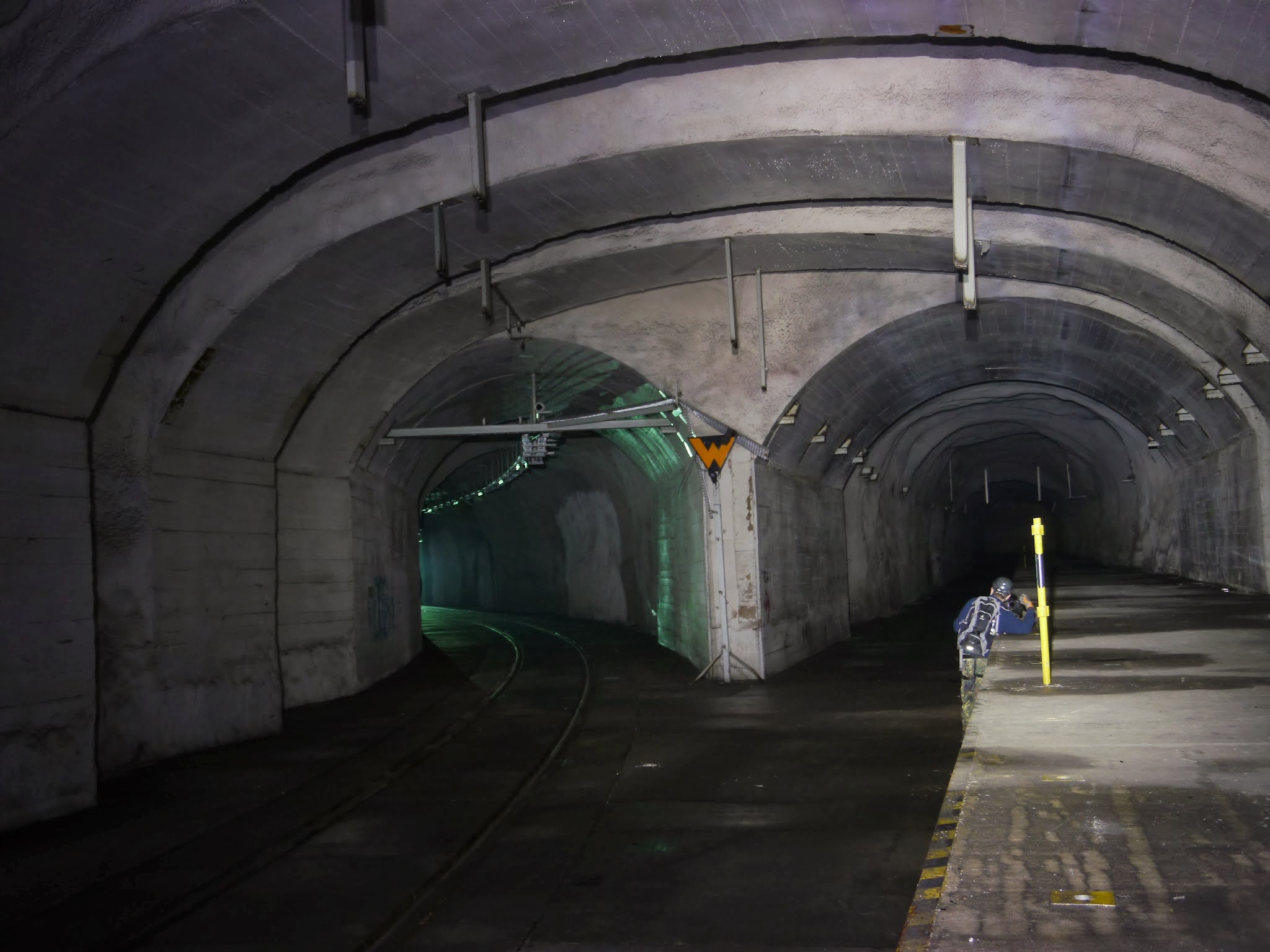
Bahnanschlussgleis

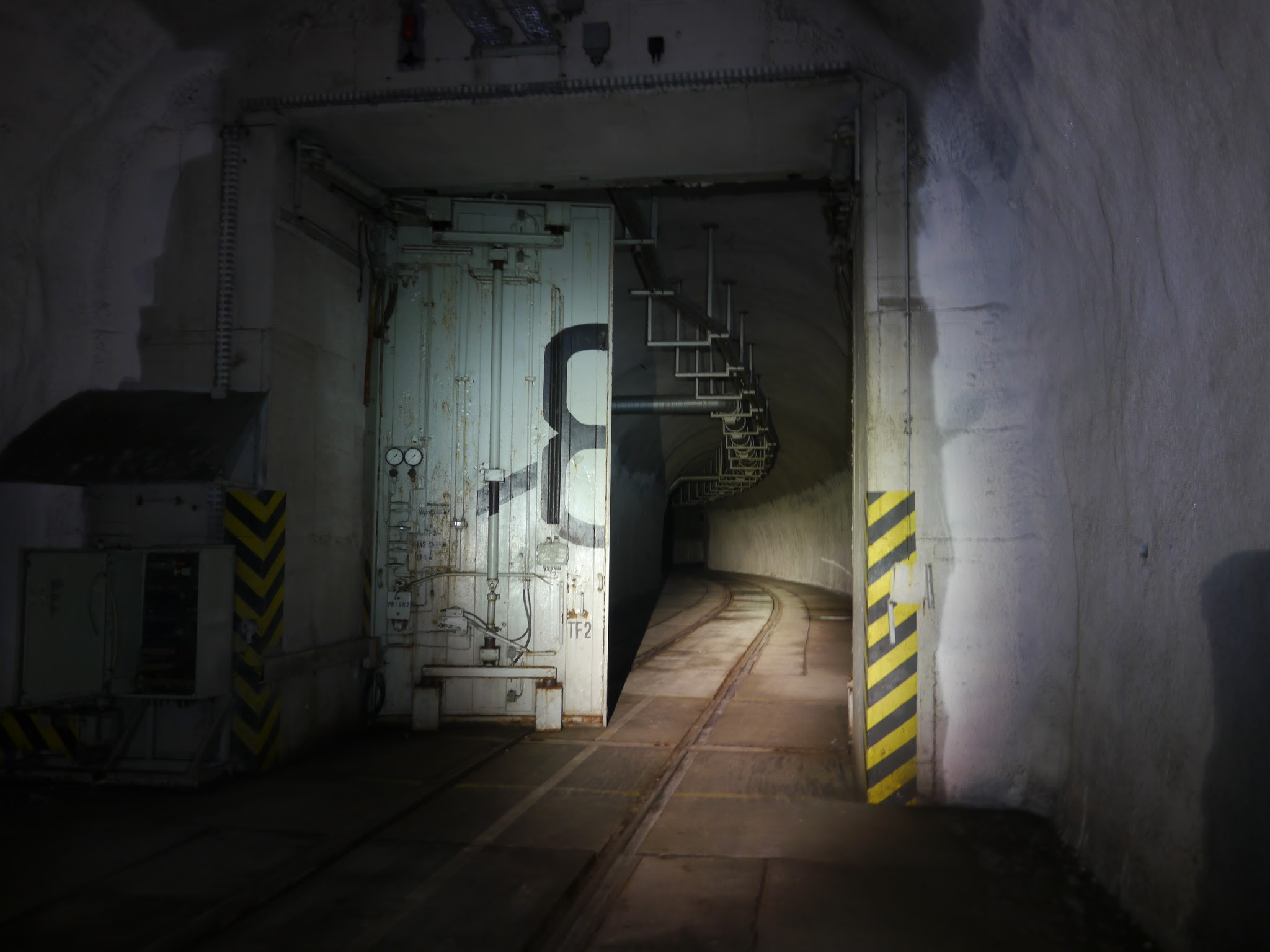
Drucktor

Das Komplexlager 12 war zur Zeit der DDR ein unterirdisches Lager der NVA in den Thekenbergen südlich von Halberstadt. Die unterirdische Anlage war in der Zeit des Nationalsozialismus unter dem Tarnnamen Malachit als unterirdische Fertigungsanlage angelegt worden. Bis 1995 wurde es noch von der Bundeswehr als Luftwaffen-Materialdepot 52 genutzt.
Die Anlage besitzt eine Größe von etwa 57.000 m2, nach anderen Angaben 67.000 m2, und war damit die größte unterirdische Anlage der DDR. Der Eingang zu dem Lager hieß umgangssprachlich Nachtigallenschlucht.

## Geschichte

### Nutzung 1944/1945
Zum Bau der Anlage wurden ab dem 21. April 1944 tausende Häftlinge des KZ Langenstein-Zwieberge, einem Außenlager des KZ Buchenwald, herangezogen; in der Bunkeranlage, die den Decknamen Malachit führte, sollten Triebwerksteile für Flugzeuge für das Unternehmen Junkers Motorenwerke Dessau gefertigt werden. Geplant war eine Flugzeugfertigung mit 6000 Arbeitern. Außerdem war kurzzeitig geplant, Flächen für die BMW-Motorenwerke Berlin-Spandau zur Verfügung zu stellen.
Mehr als 1900 KZ-Häftlinge starben bei der Errichtung der Anlage; etwa 13 km Stollen wurden in dieser Zeit errichtet. Die Arbeiten wurden am 6. April 1945 eingestellt.
An die zu Tode gekommenen KZ-Häftlinge erinnert eine Gedenkstätte in Langenstein-Zwieberge.

### Nutzung von 1945 bis 1990
Die sowjetischen Truppen demontierten zunächst die technischen Anlagen und bereiteten 1948 die Sprengung der Anlage vor, die im Januar 1949 erfolgen sollte. Die Sprengung wurde allerdings durch den stellvertretenden Vorsitzenden der Deutschen Wirtschaftskommission in der SBZ, Luitpold Steidle, verhindert. Es wurden nur kleinere Sprengungen durchgeführt. Offiziell galt die Anlage seitdem als zerstört. Die Anlagen waren ohne Nutzung. Sie blieben jedoch offen und frei zugänglich und wurden von den Halberstädtern und Einwohnern der Umgebung besucht und besichtigt.
Ab 1976 wurde die Anlage von der NVA übernommen. Etwa 40.000 m2 Fläche wurden modernisiert. Etwa 9.000 Tonnen Munition, Bekleidung, Lebensmittel und Ausrüstung wurden hier zeitweise gelagert. Am 1. Mai 1984 wurde das geheime Komplexlager 12 (Objekt 16/630) in Dienst gestellt. Es unterstand direkt dem Stabschef der Rückwärtigen Dienste im Ministerium für Nationale Verteidigung, wie auch die anderen drei Lager dieser Art, das Komplexlager 02 in Blankenburg, Komplexlager 22 in Rothenstein und das Komplexlager 32 in Pirna. Das Komplexlager 12 hatte den Tarnnamen Abfahrtssignal und die NVA-Postfachnummer 15723.

### Nutzung ab 1990

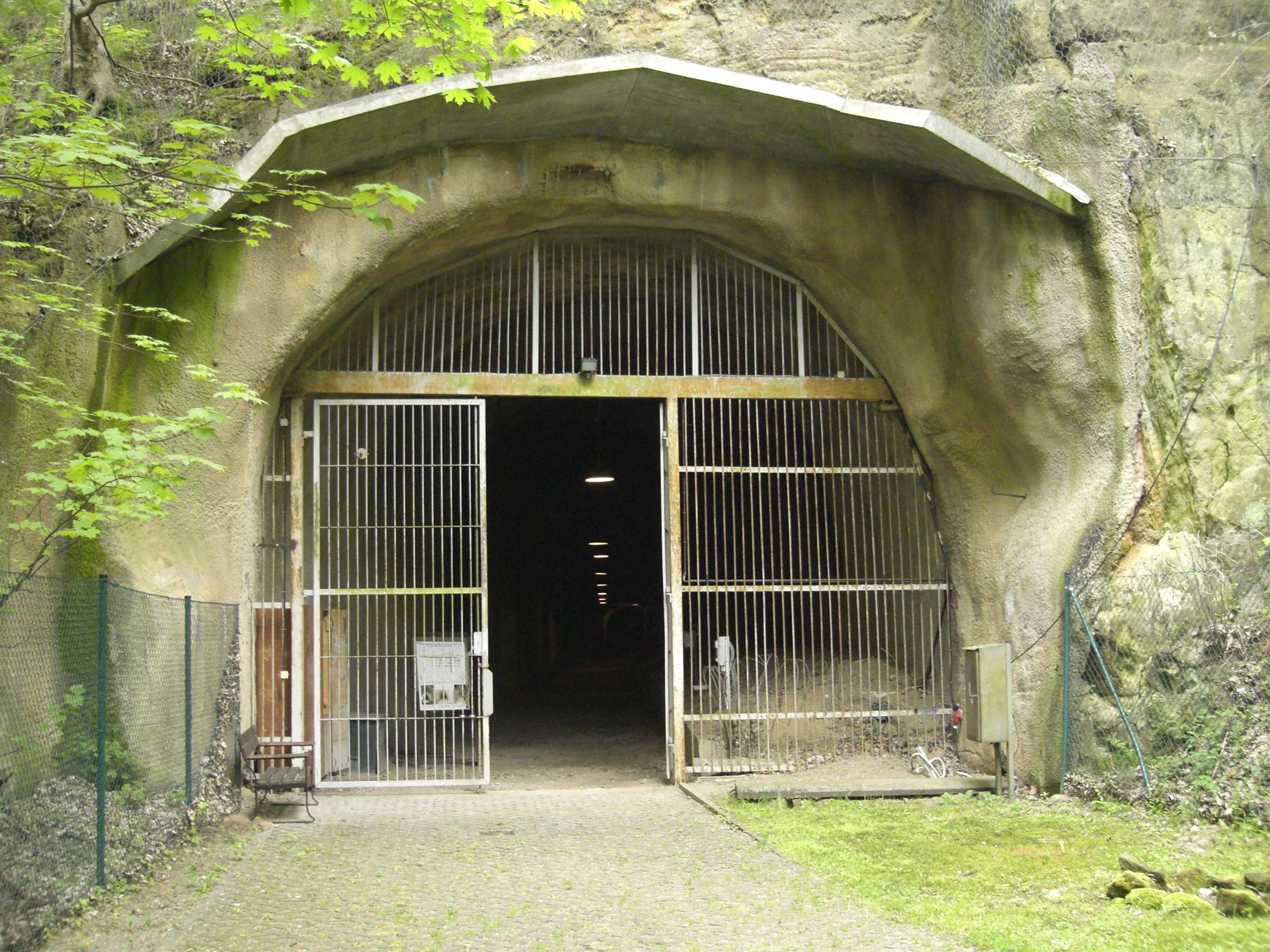
Eingangstor des als Gedenkstätte geöffneten Stollens

Nach der Wende nutzte die Bundeswehr bis Dezember 1993 den Komplex als Luftwaffen-Materialdepot 52, bevor er 1995 an einen Privatmann verkauft wurde.
Ein Teilbereich der Bunkeranlagen wurde auch für die Lagerung von – nach der Einführung der DM ungültig gewordenen – DDR-Geldscheinen genutzt. NVA-Soldaten hatten nach der Währungsunion im Jahre 1990 etwa 620 Millionen Banknoten dort untergebracht. Bekannt wurde die Anlage dadurch, dass Scheine aus diesen Geldbeständen entwendet wurden. Daraufhin wurden die Geldscheine in einer Müllverbrennungsanlage verbrannt.
Ein kleiner Teil eines Stollens ist als Gedenkstätte im Sommerhalbjahr (April bis Oktober) am letzten Wochenende im Monat oder nach Voranmeldung geöffnet. Tafeln mit Texten und Fotos erläutern die Entstehungsgeschichte und weitere Entwicklung.
Ein privater Investor kaufte über mehrere Jahre hinweg Teile des Stollensystems auf, bis ihm 2024 das gesamte Areal gehörte. Die Bunkereinrichtung ist damit das weltweit größte seiner Art im Privatbesitz. Nach Angaben des sächsischen Investors soll in dem Tunnelsystem durch den Verkauf von Bunker Coins eine luxuriöse Bunkeranlage für Krisenzeiten entstehen. Die erforderlichen Genehmigungen für den Bau des Luxusbunkers stehen allerdings noch aus.